# 미안해, 고마워
"미안해, 고마워"는 2011년 5월 26일에 대한민국에서 개봉된 영화이다.

## 줄거리
아빠처럼 나를 돌봐주었고, 외로운 나의 친구가 되어주었고 동생처럼 내 뒤를 졸졸 따라다녔던, 세상에서 가장 착하고 예쁜 너... 마음을 어루만져주는 동물들과의 포근한 스킨쉽!! 아버지가 남긴 마지막 선물 <고마워 미안해> 갑작스럽게 세상을 떠나게 된 아버지가 오랫동안 길러온 반려견 '수철이'를 통해 사랑하는 딸에게 마지막 선물을 남기는데... 갈 곳 없는 나의 유일한 친구 <쭈쭈> 유기견 '쭈쭈'를 분양 받은 노숙자 '영진'. 세상에서 내몰린 이 둘은 서로에게 유일한 친구가 되어 가며 사람과의 우정보다 더 깊고 진한 공감을 맛보게 되는데...  6살 소녀에게 찾아온 생애 첫 번째 이별 <내 동생> 강아지 '보리'를 친동생처럼 아끼고 사랑하는 6살 소녀 보은에게 진짜 동생이 생기면서 갑작스럽게 '보리'와 이별의 순간이 찾아오게 되는데...  티격태격 부녀의 서툰 화해 <고양이 키스> 집 없는 고양이를 끔찍이 돌보는 딸과 고양이라면 질색하는 아버지. 사사건건 부딪혀온 부녀는 길 고양이를 돌보며 서로를 이해하게 되는데...

## 캐스팅

### 고마워, 미안해
- 김지호 : 오수영 역
- 남명렬 : 오명철 역
- 서태화 : 남편 역
- 안서현 : 린이 역
- 하늘이 : 오수철 역

### 쭈쭈
- 김영민 : 영진 역
- 사랑이 : 쭈쭈 역
- 손종학 : 현규 역
- 이소윤 : 혜원 역

### 내 동생
- 김수안 : 보은 역(문정희 : 성인 보은 역)
- 조아진 : 보리 역
- 전수지 : 엄마 역
- 성열석 : 아빠 역
- 최혁 : 동물병원 조수 역

### 고양이 키스
- 최보광 : 혜원 역
- 전국환 : 아버지 역
- 천보근 : 민준 역